# Заграва (театр)

Театральна афіша «Заграви»

Український молодий театр «Заграва» — театральна трупа Західної України в 1933–1938 рр.
Створена Володимиром Блавацьким у Коломиї у вересні 1933 р. на базі існуючого вже з літа 1931 р. театру «Заграва» (таку назву прибрав собі у листопаді 1931 р. у Перемишлі; до серпня 1933 р. очолюваний режисером О. Степовим) і частини акторів з театру ім. І. Тобілевича.
Високим мистецьким рівнем і ентузіазмом акторів «Заграва» продовжувала ідейні пошуки «Березоля» й намагалася не відставати від сучасного західно-європейського театрального мистецтва. До репертуару належали вистави: «Батурин» за Богданом Лепким (пластика масових сцен), «Земля» за Василем Стефаником (введення хору), «Ой, не ходи, Грицю» Михайла Старицького (усучаснення побуту, психологічна мотивація дій); драми політітично-національного значення: «Обітована земля» Олександра Олеся (О. Кандиба), «Тарас Шевченко» Зенона Тарнавського, історичні й релігійні п'єси Григорія Лужницького: «Ой Морозе, Морозенку», «Дума про Нечая», «Зоря над Почаєвом», «Голгота» (за чотирма Євангеліями), «Камо грядеши» (за романом Генрика Сєнкєвіча), «Слово о полку Ігоря» й ін. Зі світового репертуару: «Будівничий Сольнес» Генріка Ібсена, «Святе полум'я» Сомерсета Моема, «Цвіркун у запічку» Чарльза Діккенса, «Маріюс» М. Паньйоля, «Крамарі слави» М. Паньйоля і П. Нівуа та ін.
У трупі «Заграви» працювали: Л. Кривіцька, Віра Левицька, Марія Степова, Ганна Совачева, Людмила Сердюкова, Богдан Паздрій, Леонід Боровик, Клавдія Кемпе, Ярослав Пінот-Рудакевич, Євген Курило, Володимир Королик, Євген Левицький, Омелян Неделко, Василь Сердюк, Анатоль Радванський та ін.
1938 восени «Заграва» й Український Народний Театр ім. І. Тобілевича об'єдналися й створили Театр ім. І. Котляревського, який мав стати репрезентативним театром під проводом В. Блавацького. Розвій театру припинила Друга світова війна.